# São Pedro de Avioso
São Pedro de Avioso ist eine ehemalige Gemeinde der Stadt Maia im Norden Portugals.
Das Ortsbild wird bestimmt von der Igreja Paroquial de São Pedro de Avioso. Sie ist dem Schutzpatron des Ortes, dem heiligen Petrus geweiht.

## Verwaltung
São Pedro de Avioso war eine Gemeinde (Freguesia) im Kreis (Concelho) von Maia, im Distrikt Porto. Am 30. Juni 2011 hatte die Gemeinde 3832 Einwohner auf einer Fläche von 4,9 km².
Im Zuge der administrativen Neuordnung 2013 in Portugal wurde die Gemeinde São Pedro de Avioso mit den Gemeinden Barca, Gemunde, Gondim und Santa Maria de Avioso zur neuen Gemeinde Castêlo de Maia zusammengeschlossen.

## Söhne und Töchter
- António Augusto de Oliveira Azevedo (* 1962), römisch-katholischer Geistlicher, Bischof von Vila Real